# インク壺言葉
インク壺言葉（インクつぼことば、英: inkhorn term）は、16世紀ないし17世紀に英語に借用されたラテン語系借用語を指す語。英語史の用語の一つである。

## 概要
16世紀から17世紀のイングランド王国はルネサンス期にあたり、古典文化が流行した。それをうけて、知識人の間では英語で文章を書く際にラテン語の単語を使う風潮が広まり、ラテン語から大量に借用が行われた。inkhorn は「角製のインク入れ」をいい、inkhorn term は「文人の用いるインク臭い言葉」を意味する。英語は西ゲルマン語群、古英語、中英語とどの時代にもラテン語から語彙を借用してきたが、ラテン語系語彙が大きな比率を占める現在のような語彙の構成は、ルネサンス期を端緒とする。当時インク壺言葉の是非が問題とされ、トーマス・ウィルソンやジョン・チークのように反対を唱える者もいたが、結果的にはインク壺言葉が定着していった。ただし現在まで伝わらなかった語も多い。

## 難語辞典
インク壺言葉の流行により、分からない単語の語釈の必要が生じ、見慣れないラテン語系語彙をあつかった辞書（難語辞典）がいくつか出た。英語の辞書は、このような難語辞典に始まる。現在辞書といって思いうかべるような、特定の種類の語に限らず世上で使用される語を一般的に集めたものは、難語辞典より後になって現れる。
- A Table Alphabeticall (1604年、ロバート・コードリー編)[2][3]
- An English Expositor（1616年、ジョン・ブロカー編）
- The English Dictionarie（1623年、ヘンリー・コッカラム編）[4]
- Glossographia（1656年、トーマス・ブラウント編）
- The New World of English Words（1658年、エドワード・フィリップ編）

## 語例
トマス・ウィルソンの著書の一つ Arte of Rhetorique（1553)に、インク壺言葉を乱用して見せる一節がある（以下太字斜体の部分がインク壺言葉）。
上のうち多くの語が現用であるが、これらは当時は異様、衒学的とみなされる語であった。